# Gerry Bamman
Gerald G. Bamman (Independence, Kansas, 18 de septiembre de 1941) es un actor estadounidense, más conocido por su papel del Tío Frank McCallister en Home Alone y Home Alone 2: Lost in New York. 
Es hijo de Mary y Harry W. Bamman. Estuvo casado con la escritora y directora Emily Mann, pero ahora están divorciados. Tienen un hijo juntos llamado Nicholas. Se graduó de la St. Francis de Sales High School en Toledo (Ohio). 
Bamman trabajó junto a Michael J. Fox en The Secret of My Success. Bamman apareció como Stan Gillum en varios episodios de Law & Order. Bamman también apareció en el primer episodio de la temporada "The Blue Wall" interpretando al teniente Kennedy. Bamman también coprotagonizó Runaway Jury'.